# M.I.L.S 2.0
Albums de Ninho
Comme prévu
(2017) Destin
(2019)
Singles
1. Coffrer
2. Un Poco
3. Fendi
4. Toutes options (feat. Blasko)

M.I.L.S 2.0 (acronyme de Maintenant ils le savent 2.0) est une mixtape du rappeur français Ninho, sorti le 30 mars 2018.

## Présentation
C'est la cinquième mixtape de la carrière de l'artiste. Elle rentre dans le top 10 des charts en France et en Belgique francophone. En France, le disque est officiellement certifié disque de diamant pour plus de 500 000 équivalent-ventes.
Parallèlement, plusieurs titres de la mixtape ont été certifiés. Un Poco a été certifié single de diamant pour plus 50 millions d'équivalent-streams et les titres Fendi et M.I.L.S 2.0 ont été certifiés singles de platine.

## Composition
M.I.L.S 2.0 compte 14 pistes dont deux featurings avec Blasko dans Toutes options et Yaro dans 44.

## Liste des titres
| 1.    | M.I.L.S 2.0                   | LVDR                 | 2:53 |
| 2.    | Fendi                         | SNK                  | 3:30 |
| 3.    | PGP                           | Almess Beats         | 3:41 |
| 4.    | Toutes options (feat. Blasko) | LVDR                 | 4:26 |
| 5.    | Mama No Cry                   | Timo                 | 3:36 |
| 6.    | Pavé                          | OGCeleste            | 2:53 |
| 7.    | Un Poco                       | DBZ                  | 3:08 |
| 8.    | 44 (feat. Yaro)               | LVDR, Timo           | 3:50 |
| 9.    | Bavard                        | OGCeleste            | 4:02 |
| 10.   | Chacun son tour               | Double X             | 3:06 |
| 11.   | Coffrer                       | Diaxal, Almess Beats | 4:04 |
| 12.   | Vrais                         | JXN Beats            | 3:03 |
| 13.   | Violet                        | DST The Danger       | 3:44 |
| 14.   | Bob                           | Double X             | 3:21 |
| 49:17 |                               |                      |      |

## Clips vidéos
- Coffrer : 28 mars 2018
- Un Poco : 25 avril 2018
- Fendi : 19 septembre 2018
- Toutes options (feat. Blasko) : 14 novembre 2018

## Titres certifiés en France
- M.I.L.S 2.0  Diamant[1]
- Fendi  Diamant[2]
- Un Poco  Diamant[3]
- Pavé  Platine[4]
- 44  Platine[5]
- Bavard  Or[6]
- Coffrer  Platine[7]
- Vrais  Diamant[8]
- Mama No Cry  Or[9]
- Chacun son tour  Or[10]
- Bob  Or[11]
- PGP  Or[12]
- Violet  Or[13]

## Classements hebdomadaires
| Classements (2018-19)        | Meilleure position |
| ---------------------------- | ------------------ |
| Belgique (Wallonie Ultratop) | 6                  |
| Belgique (Flandre Ultratop)  | 107                |
| France (SNEP)                | 2                  |
| Suisse (Schweizer Hitparade) | 25                 |

## Certifications
| Région | Certification | Ventes/Streams |
| --- | ------------- | -------------- |
| France (SNEP) | Diamant       | 500 000        |
| *Ventes selon la certification ^Mise en rayon selon la certification xNon précisé par la certification ‡ventes/streaming selon la certification |               |                |